# Ann Richards
Ann Richards   (Lacy-Lakeview, 1 de setembre de 1933 - Austin, 13 de setembre de 2006) va ser una política estatunidenca, Governadora de Texas entre 1991 i 1995. Anteriorment havia estat tresorera de l'Estat i una destacada líder del Partit Demòcrata dels Estats Units. Va ser la segona governadora de l'Estat després de Miriam A. Ferguson i va destacar pel seu feminisme. Era mestra de professió.